# Élections municipales iraniennes de 2013
Les élections municipales iraniennes de 2013 se sont déroulées le 14 juin 2013 pour les élections des conseils de villes et villages en Iran.
Initialement les élections devaient se tenir en juin 2010, mais le Parlement iranien a voté l'augmentation de la durée du mandat des conseils de quatre à sept ans.